# Choo Shin-soo
Choo Shin-soo (né le 13 juillet 1982 à Pusan, Corée du Sud) est un voltigeur des Rangers du Texas de la Ligue majeure de baseball. 

## Carrière

### Carrière scolaire
Choo Shin-soo porte avec succès les couleurs de l'école secondaire de Pusan : il est désigné meilleur joueur et meilleur lanceur de la Coupe du Président, la plus prestigieuse compétition scolaire de Corée du Sud. En 2000, il est sélectionné en équipe de Corée du Sud juniors qui remporte le championnat du monde à Edmonton au Canada.

### Carrière professionnelle

#### Mariners de Seattle
Il signe chez les Mariners de Seattle en 2000 et passe quatre saisons en Ligues mineures avant de débuter en Ligue majeure le 21 avril 2005. Ses résultats au plus haut-niveau sont décevants, et il passe principalement la première moitié de la saison 2006 avec l'équipe de Triple-A des Tacoma Rainiers. 

#### Indians de Cleveland

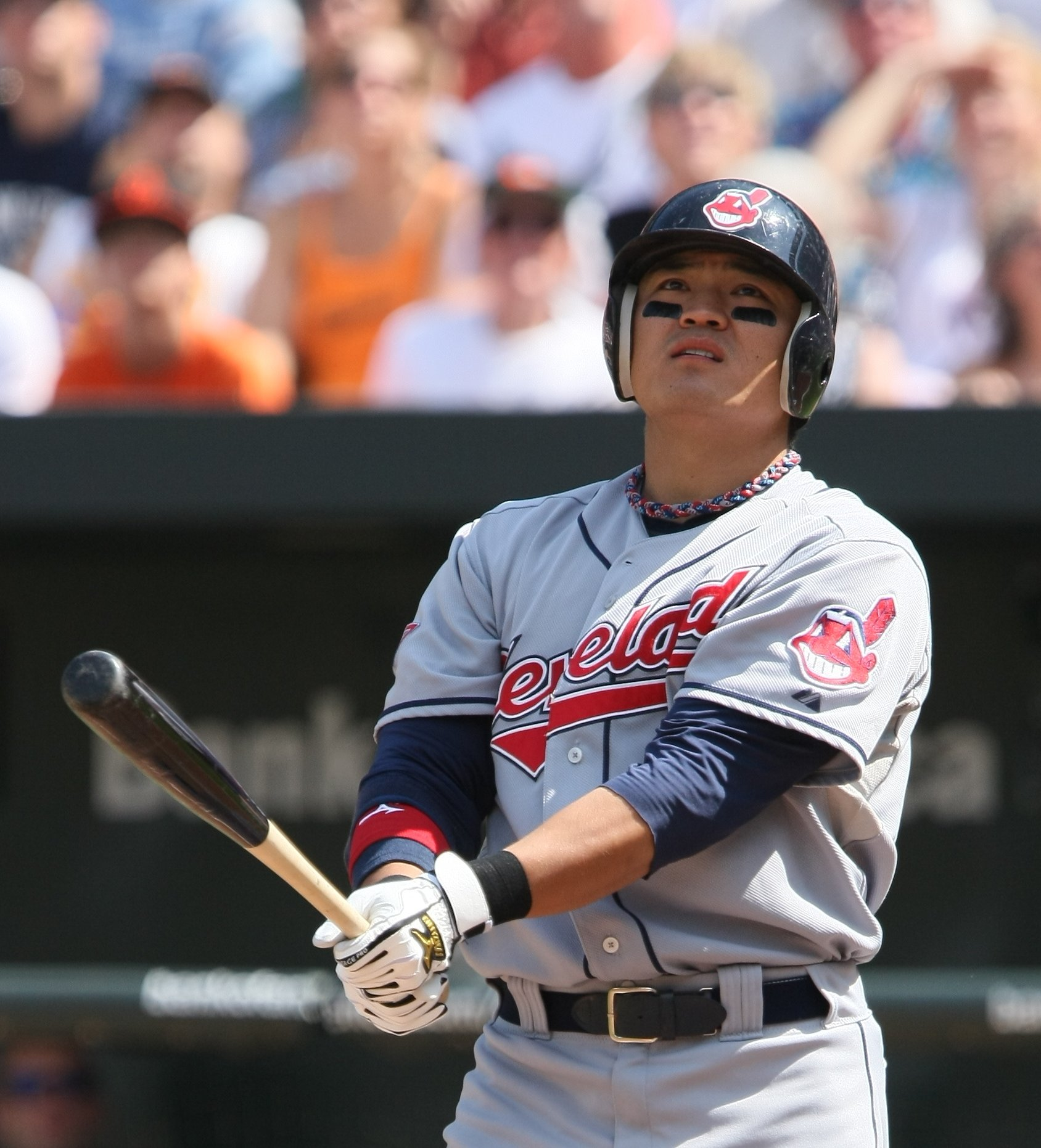
Choo Shin-soo en 2009 avec les Indians de Cleveland.

Il est transféré chez les Indians de Cleveland le 26 juillet 2006 où il effectue de bons débuts en ligue majeure avant de passer la quasi-totalité de la saison 2007 à l'infirmerie. De retour en 2008, il devient, dans le champ droit, l'une des pièces essentielles du champ extérieur des Indians où son puissant lancer fait merveille. Il devient également très efficace au bâton et sur les bases en signant, en 2009, 0,300 de moyenne au bâton, 20 coups de circuit et 21 buts volés.
En 2010, il frappe pour exactement ,300 pour une deuxième saison consécutive. Il établit de nouveaux records personnels de 22 circuits, 90 points produits et 22 buts volés. En défensive, il domine tous les voltigeurs de droite des majeures avec 14 assistances. Sa moyenne de présence sur les buts de ,401 est sa plus élevée en carrière. Il termine au 14e rang du vote désignant le joueur par excellence de l'année dans la Ligue américaine.
En 2011, il ne joue pas durant huit semaines, de la fin juin au mois d'août, après avoir été atteint au pouce gauche par un lancer de Jonathan Sanchez des Giants de San Francisco. Ce sont ensuite des maux de dos qui le tiennent à l'écart du jeu et il ne dispute qu'un seul match en septembre. Il termine cette difficile saison avec 8 circuits, 36 points produits, 12 buts volés et une moyenne de ,259 en 85 parties jouées.
En 2012, Choo frappe pour ,283 en 155 parties, avec 16 circuits, 67 points produits et 21 buts volés. Sa moyenne de présence sur les buts s'élève à ,373.

#### Reds de Cincinnati

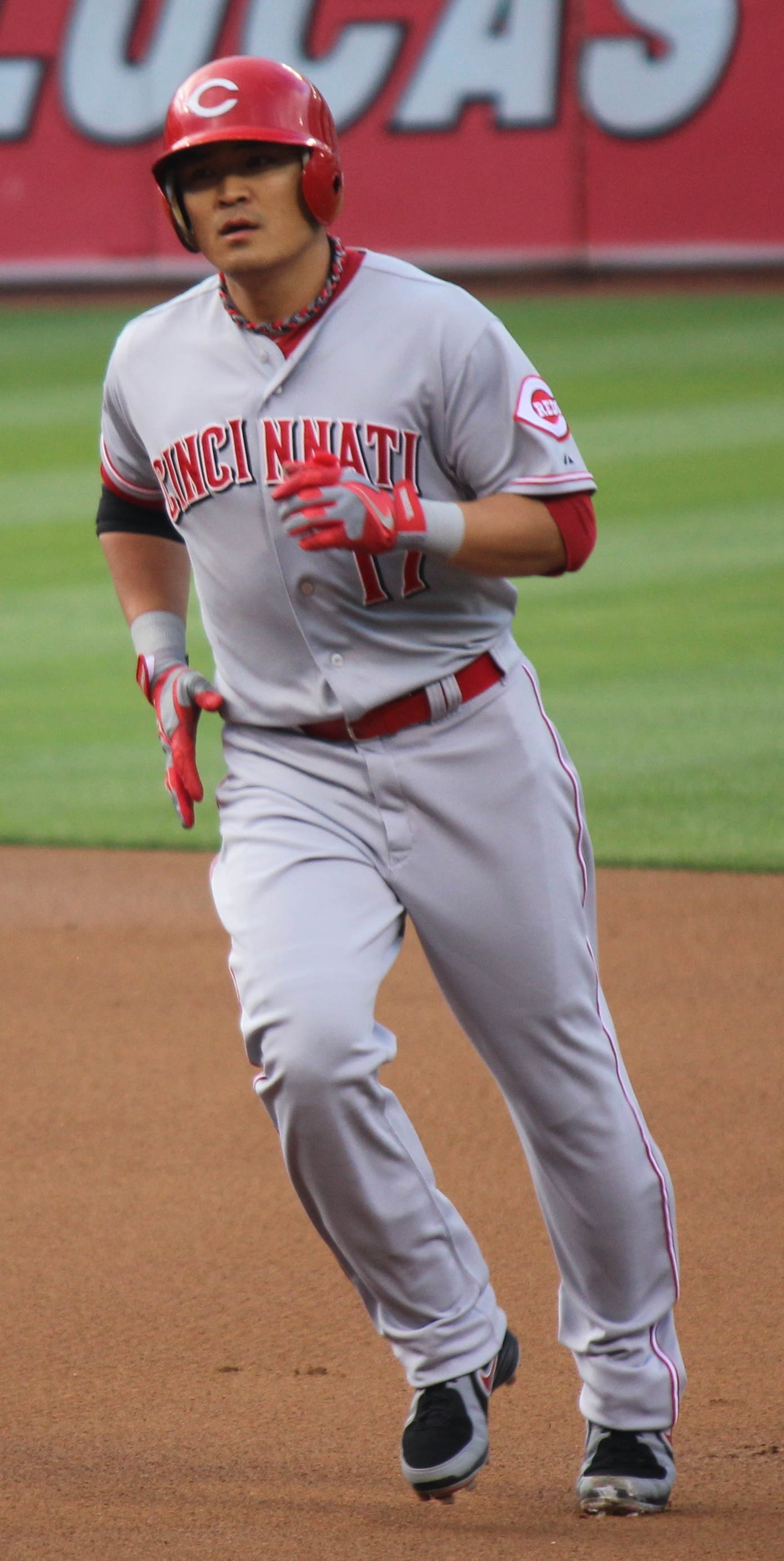
Choo Shin-soo en 2013, à sa seule saison avec les Reds.

Le 11 décembre 2012, les Indians échangent Choo et le joueur de champ intérieur Jason Donald aux Reds de Cincinnati en retour du voltigeur Drew Stubbs et de l'arrêt-court Didi Gregorius.
Il règle un problème à l'offensive chez les Reds, dont les joueurs utilisés comme premiers frappeurs de alignement en 2012 n'avait combiné qu'une moyenne de présence sur les buts de ,254. À son unique saison à Cincinnati, Choo termine 2e de la Ligue nationale derrière son nouveau coéquipier Joey Votto avec une moyenne de présence sur les buts de ,423. Il est aussi 2e de la ligue avec 112 buts-sur-balles, battu seulement par les 135 de Votto, et 2e pour les points marqués dans la Nationale avec 107, derrière Matt Carpenter de Saint-Louis. Choo claque 21 circuits, vole 20 buts, produit 52 points et maintient une moyenne au bâton de ,285. Oublié au match des étoiles malgré une excellente première moitié d'année, il prend au terme de la saison le 12e rang du vote désignant le joueur par excellence de l'année dans la Ligue nationale. 
Choo Shin-soo devient agent libre à l'automne 2013.

### Rangers du Texas
Le 27 décembre 2013, Choo devient officiellement membre des Rangers du Texas après avoir signé un contrat de 130 millions de dollars US pour 7 saisons.

#### Saison 2014
Choo connaît une décevante première saison avec les Rangers. Sa moyenne de présence sur les buts de ,340 et sa moyenne au bâton de ,242 sont ses plus faibles en carrière. En 123 matchs, il frappe 13 circuits et 40 points produits, et ne vole que 3 buts. Après un dernier match le 23 août, sa saison prend fin et il subit une opération pour retirer des éclats d'os dans son coude gauche.

#### Saison 2015
Avec un triple à la 9e manche d'un match disputé au domicile des Rockies du Colorado le 21 juillet 2015, Choo complète le cycle, le 8e de l'histoire par un joueur des Rangers.
Choo est nommé meilleur joueur du mois de septembre 2015 dans la Ligue américaine après avoir mené la ligue pour les coups sûrs (42), les points marqués (26), la moyenne de présence sur les buts (,515) et la moyenne au bâton (,404).

### Équipe de Corée du Sud
Choo Shin-soo participe à la Classique mondiale de baseball 2009 avec la Corée du Sud. Il prend part à 7 rencontres, pour 3 coups sûrs, dont 2 coups de circuit, 4 points produits et une moyenne au bâton de 0,188.
Il remporte la médaille d'or en baseball avec l'équipe de Corée du Sud aux Jeux asiatiques de 2010 à Guangzhou, en Chine.

## Statistiques
| Saison | Équipe    | G   | AB   | R   | H   | 2B  | 3B | HR | RBI | SB | BA    |
| ------ | --------- | --- | ---- | --- | --- | --- | -- | -- | --- | -- | ----- |
| 2005   | Seattle   | 10  | 18   | 1   | 1   | 0   | 0  | 0  | 1   | 0  | 0,056 |
| 2006   | Seattle   | 4   | 11   | 0   | 1   | 1   | 0  | 0  | 0   | 0  | 0,091 |
| 2006   | Cleveland | 45  | 146  | 23  | 43  | 11  | 3  | 3  | 22  | 5  | 0,295 |
| 2007   | Cleveland | 6   | 17   | 5   | 5   | 0   | 0  | 0  | 5   | 0  | 0,294 |
| 2008   | Cleveland | 94  | 317  | 68  | 98  | 28  | 3  | 14 | 66  | 4  | 0,309 |
| 2009   | Cleveland | 156 | 583  | 87  | 175 | 38  | 6  | 20 | 86  | 21 | 0,300 |
| 2010   | Cleveland | 144 | 550  | 81  | 165 | 31  | 2  | 22 | 90  | 22 | 0,300 |
| Totaux | Totaux    | 459 | 1642 | 265 | 488 | 109 | 14 | 59 | 270 | 52 | 0,297 |

Note : G = Matches joués ; AB = Passages au bâton; R = Points ; H = Coups sûrs ; 2B = Doubles ; 3B = Triples ; 
HR = Coup de circuit ; RBI = Points produits ; SB = Buts volés ; BA = Moyenne au bâton.